# Asada Goryu
Asada Gōryū (Japans: 麻田 剛立) (Kitsuki, 10 maart 1734 – 25 juni 1799 was een Japanse astronoom die mee de moderne astronomie introduceerde in Japan.
Hij had een artsenpraktijk in Osaka en had astronomie als hobby. De Japanse overheid sloot westerse wetenschappelijke teksten en bevindingen uit en Gōryū kon enkel via Chinese teksten van jezuïeten aan astronomische literatuur. Toch slaagde hij er in om baanberekeningen en wiskundige modellen te maken. Men denkt dat hij onafhankelijk van Kepler de derde wet van Kepler heeft ontdekt.
De krater Asada op de maan is naar hem genoemd.
- CiNii: DA12241401
- International Standard Name Identifier: 0000 0000 8248 5507
- Library of Congress Control Number: n83237698
- Bibliotheek van het Japanse parlement: 00626541
- Virtual International Authority File: 62933482
- WorldCat: E39PBJvRT88Xx87MjFkpvpkCcP